# Kanton Locminé
Kanton Locminé (francouzsky Canton de Locminé) je francouzský kanton v departementu Morbihan v regionu Bretaň. Tvoří ho osm obcí.

## Obce kantonu
- La Chapelle-Neuve
- Locminé
- Moréac
- Moustoir-Ac
- Moustoir-Remungol
- Naizin
- Plumelin
- Remungol